# Sigmodon
Sigmodon (бавовняний щур) — рід ссавців з родини хом'якових (Cricetidae). Їхня назва походить від їх шкідливого впливу на бавовник, а також на інші плантаційні культури, такі як цукрова тростина, кукурудза, арахіс і рис. Бавовняні щури мають маленькі вуха і темну шерсть, вони зустрічаються в Північній і Південній Америці. Багато видів зустрічаються в Мексиці. В основному це травоїдні тварини. Моляри мають S-подібну форму, якщо дивитися зверху. Назва роду буквально означає S-зуб. Sigmodon hispidus був першим модельним організмом, який використовувався для досліджень поліомієліту.